# Милан Лучић
Милан Лучић (енгл. Milan Lucic; Ванкувер, 7. јун 1988) канадски је професионални хокејаш српског порекла који тренутно игра за НХЛ екипу Бостон бруинсе. Игра на позицији левог крила, а краси га чврста и јака игра и велика покретљивост.
Играчку каријеру започео је у екипи Ванкувер џајантса са којима је током три сезоне освојио Меморијални куп и титулу најкориснијег играча турнира 2007. године. Изабран је као 50. пик на драфту 2006. године од стране Бостон бруинса. Са деветнаест година ушао је у први тим Бруинса у сезони 2007/08. Три године касније са истом екипом освојио је трофеј Стенли купа. Сезону 2015/16 провео је у Лос Анђелес кингсима, а од 2016. до 2019. године наступао је у Едмонтон ојлерсима. Након четири сезоне проведене у Калгари флејмсима, 2023. године се вратио у Бостон бруинсе.
Био је капитен јуниорске репрезентације Канаде. Са репрезентацијом Канаде освојио је златну медаљу на Светском првенству 2023. године.

## Детињство и младост
Рођен је у Источном Ванкуверу у српској породици, од оца Добривоја Лучића и мајке Снежане Кесе. Добривоје, који је био лучки радник, је 1986. године дошао у Канаду када је имао 27 година и ту се оженио Снежаном, која је у Канаду дошла када је имала две године. Осим Милана имају још двоје деце, Јована и Николу. Миланов ујак Драган „Дан“ Кеса је такође био професионални хокејаш, који је играо за НХЛ екипе Ванкувер канакси, Питсбург пенгвинси, Тампа беј лајтнингси и Далас старси.
Лучић је ишао у средњу школу „Киларни“ у Ванкуверу. У то време био је навијач Ванкувер канакса, а омиљени играч му је био Том Беруци. Када је имао 15 година лекари су установили да има обољења које доводи до кривљења горњег дела кичме.
Лучић је играо у нижој хокејашкој лиги, али је замало одустао од хокеја пошто није изабран на ВХЛ Бантам драфту 2003. године. Ипак убрзо после драфта уследио је позив од екипе Коквитлем која се такмичила у Џунијор Еј лиги Британске Колумбије. Међутим пошто није успео да се избори за место у првој постави прешао је у нижи ранг такмичења у екипу Делта ајс хоксе. Након свега пет одиграних утакмица у новом тиму убрзо је враћен у екипу Коквитлема.

## Каријера

### Ванкувер Џајантси (2004—2007)
Лучић је јуниорску каријеру почео у тиму Coquitlam Express у БКХЛ лиги (British Columbia Hockey League) у сезони 2004/05. Исте сезоне дебитовао је за Ванкувер џајантсе у БХЛ лиги (Западна хокејашка лига). За тим из свог родног града одиграо је једну утакмицу у регуларном току и два меча у плеј-офу. Следеће сезоне одиграо је целу сезону постигавши 19 поена на 62 утакмице. У плеј-офу је остварио још седам поена на 18 утакмица, и тиме помогао екипи да освоји титулу. На крају сезоне Лучића су на драфту бирали Бостон бруинси као 50. пика на драфту.
Већ следеће сезоне (2006/07) Лучић је постао један од лидера Џајантса и убедљиво најкориснији играч тима са 68 бодова на 70 утакмица. Додао је још 19 поена на 22 меча у плеј-офу. Ипак то није било довољно да Џајантси освоје титулу јер су у финалу доигравања изгубили од екипе Тајгерса након 7 утакмица. Без обзира на пораз Ванкувер се појавио на финалном турниру Меморијалног купа, као домаћин. У финалу турнира Лучић је постигао одлучујућу асистенцију ка Михалу Репику која је резултовала победоносним голом домаћег тима. Лучић је на том турниру награђен Стафорд-Смитовим трофејом намењеним најбољем играчу турнира. На десетогодишњицу оснивања клуба, проглашен је за најбољег играча свих времена.

### Бостон Бруинси
Први професионални, додуше отворени уговор потписао је са екипом Бостона, већ у предсезони 2. августа. 2007. године. То је значило да у случају да не прође камп Бостон бруинса, у Џајантсима му остаје резервисано место капитена. Тренер Бруинса је ипак био задовољан његовим способностима због чега је потписао професионални уговор са бостонским лигашем.
Прву утакмицу је одиграо 5. октобра 2007. године, у поразу 4:1 од Далас старса. Недељу дана касније 12. октобра 2007. године постигао је свој дебитантски НХЛ гол, у победи Бруинса над Лос Анђелес кингсима од 8:6.
Изабран је да учествује 2008. на НХЛ утакмици младих звезда (NHL YoungStars Game). Прву сезону у НХЛ-у је завршио са осам голова и 27 поена. Пред крај сезоне, навијачи Бруинса су га изабрали као седмог играча по успешности у екипи, чиме је превазишао сва очекивања у првој сезони. У трећем мечу првог кола плеј-офа 13. априла 2008. против првих носилаца, Монтреал канадијанса Лучић је постигао свој први гол у плеј-офу. Дебитантску НХЛ сезону окончао је са два гола у седмом мечу плејофа против Канадијанса који су те сезоне елиминисали Бруинсе.
На почетку сезоне 2008/09, Лучић је остварио свој први НХЛ хет-трик 25. октобра 2008. и тиме помогао Бруинсима у победи против Атланта трешерса од 5:4. Касније те недеље, са повратком у родни град уочи утакмице коју су његови Бруинси играли против Ванкувер канакса у локалним Vancouver's The Province newspaper осванула је слика Милана Лучића у којој је приказан као беба. Раније те године, Лучићу је из његове куће 10. јула 2008. у Ванкуверу украден прстен, који је добио освајањем меморијалног турнира са Џајантсима. У церемонији пред утакмицу против Канакса, додељена му је копија украденог прстена.
Лучић је изабран за свој други НХЛ меч младих звезда у јануару 2009. у Монтреалу. Међутим, морао је да откаже учешће због повреде грудног коша. При крају сезоне, 4. априла, 2009, награђен је од стране Бруинса наградом „Еди Шор“ за борбеност и пожртвованост. Другу НХЛ сезону окончао је са укупно 17 погодака и 42 поена у 72 утакмице, играјући углавном у линији са центром Марк Савардом.
Бруинси су ушли у плеј-оф као први носиоци у Источној конференцији. У другој утакмици првог кола Лучић је добио једну утакмицу суспензије због ударања штапом у главу играча Канадијанса Максим Лапиера. После издржане суспензије, Лучић и Бруинси су успели да елиминишу Канадијансе, али су у другом дуелу изгубили у седам утакмица од Каролина харикенса. Милан Лучић је додао девет поена у 10 утакмица у плеј-офу.
Из менаџмента Бруинса 6. октобра 2009. саопштено је да је Лучић је потписао нови уговор на три године, који важи до 2013. године у вредности од 12,25 милиона америчких долара. Десет дана касније, 16. октобра због лома прста десне руке морао је да се подвргне хируршкој интервенцији због које је пропустио наредних месец дана. Лучић се вратио у састав Бостона 19. новембра, али је поново повређен после свега четири утакмице, овог пута у питању је била повреда зглоба задобијена на утакмици против Минесота вајлдса 25. новембра 2009. године. Због ове повреде пропустио је наредних осамнаест утакмица. На крају треће сезоне у НХЛ-у одиграо је укупно 50 утакмица, постигао 9 погодака и имао 11 асистенција. Додао је још 9 голова у 13 одиграних утакмица у плеј-офу. Међутим Бруинси су опет елиминисани, овај пут од Филаделфија флајерса. Постали су тек трећа екипа у историји НХЛ-а која је испала иако је водила 3:0 у победама. Свих пет голова које је Лучић постигао у плеј-офу забележене су у другом колу, укључујући и два у одлучујућем седмом мечу, који су Бруинси изгубили 4:3.
На почетку сезоне 2010/11, Лучић бележи хет-трик 18. новембра 2010, током победе од 4:0 над Флорида пантерсима. Нешто касније управа лиге га је казнила са 3.500 долара због неприкладног понашања на утакмици са Трашерсима одиграној 23. децембра. Наиме у борби за пак Лучић је палицом ударио одбрамбеног играча противничког тима Фредија Мејера, због чега је поред новчане кажњен и суспензијом од једне утакмице. У јануару 2011. је пропустио три утакмице због повреде рамена. Сезону је завршио са рекордних 30 голова, 32 асистенцији и 62 поена на 79 утакмица. У лигашком делу сезоне био је први стрелац Бостона док је титулу најбољег поентера поделио са Давидом Крејчијем.
Лучић је предводио Бруинсе током плеј-офа на путу ка трофеју Стенли купа. У прве три рунде су елиминисали Канадијансе, Флајерсе, и Тампа беј лајтнингсе, да би у великом финалу након седам утакмица били бољи од Ванкувер канакса. Био је то први трофеј за екипу из Бостона након пуне 42 године. Његова ефикасност током плеј-оф серије је била знатно скромнија у односу на неке раније наступе, а један од разлога је вероватно лежао у чињеници да је током тог плеј офа имао учесталих проблема са повредама. Током финала Источне конференције поломио је ножни прст током тренинга, а вратили су се и проблеми са синусима које је задобио током сезоне 2009/10 и који су му стварали доста потешкоћа у дисању. У сваком случају током плеј-оф серије у 25 утакмица имао је учинак од 12 поена, 5 голова и 7 асистенција.
Занимљиво је да су се након седме финалне утакмице навијачи Канакса спонтано окупили у центру Ванкувера скандирајући против Лучића и цепајући његове постере. Лучић је реагујући на ово изјавио да разуме њихов бес и њихова осећања јер је и сам одрастао као навијач Канакса. Управо због тога он није излагао Стенлијев трофеј у јавности у Ванкуверу, пошто је као освајач истог имао право да према правилима „поседује највреднији хокејашки трофеј на један дан.“
По завршетку сезоне подвргао се хируршком захвату због проблема са синусима.
Месец дана од почетка нове сезоне Лучић је често био мета новинских натписа након ударања голмана Сејберса Рајана Милера током утакмице између два тима. Милер је напустио свој гол како би узео пак, пошто је Лучић изгубио контролу над њим. Након што је Милер одиграо пак, Лучић није успео да се заустави, већ је наставио да се креће након чега се сударио са голманом кога је оборио на лед. Милер је задобио потрес мозга након чега је пропустио неколико утакмица. Дан након меча управа лиге је на седници посвећеној овом инциденту одлучила да Лучић неће бити кажњен, пошто је казна коју је задобио током самог меча била довољна. Недељу дана касније зарадио је суспензију од једног меча након што је ударио нападача Филаделфија флајерса Зака Риналда. Зарадио је суспензију након што је ударио Риналда са леђа током борбе за пак.
На почетку сезоне 2013/14 је постигао први гол у продужетку у некој НХЛ утакмици. Он је при резултату 2:2 против Коламбус блу џакетса погодио у продужетку и донео победу Бостону.

### Лос анђелес кингси
Дана 26. јуна 2015. године, Милан Лучић је трејдован у Лос Анђелес кингсе у замену за Мартин Џоунса, Колина Милера и 13. пика на НХЛ драфту 2015. године. Први гол за Кингсе постигао је 22. новембра у победи од 4:1 против Сан Хозе шаркса. У победи против Њујорк ајландерса од 2:1, Лучић је постигао један гол и био проглашен за играча утакмице.
Први пут је као играч Кингса гостовао у Бостону 9. фебруара 2016. године и том приликом постигао гол и имао асистенцију у убедљивој победи од 9:2. На крају меча приликом изласка са терена добио је овације публике која није заборавила његове заслуге за освајање Стенли купа, након чега се вратио на лед и отклизао почасни круг. Лучић је за Кингсе одиграо 81 утакмицу и на њима постигао 20 голова, 35 асистенција, укупно 55 поена. У плеј−офу је има 3 асистенције у 5 утакмица, али то није било довољно да Кингси прођу даље пошто су поражени са 4:1 од Шаркса.

### Едмонтон ојлерси
Као неограничени слободни играч, Лучић је 1. јула 2016. године пристао на седмогодишњи уговор вредан 42 милиона долара са Едмонтон Ојлерсима. Пошто је број 27 повучен из употребе у Едмонтону, Лучић је изабрао да на дресу носи број 17. Први гол за нови клуб постигао је 16. октобра 2016. године у поразу на домаћем леду од Буфало сејберса од 2:6. То му је уједно био 400 поен у НХЛ−у у каријери. У првој сезони за клуб, одиграо је 82 утакмице и на њима постигао 23 голова, 27 асистенција, укупно 50 поена. Едмонтон ојлерси су 28. марта 2017. године први пут након 11 година обезбедили учешће у плеј−офу. У плеј−офу је одиграо још 13 утакмица, и остварио 6 поена (2 гола и 4 асистенција). У првом кругу Ојлерси су победили Шарксе са 4:2, али су у полуфиналу западне конференције поражени након седам утакмица од Анахајм дакса.
Након прве сезоне у Едмонтону, Лучићева ефикасност почела је драматично опадати. У разочаравајућој другој сезони, је постигао само 10 погодака и имао 34 поена. У својој трећој сетони у Ојлерсима постигао је само 6 голова и 20 поена, укључујући 40 утакмица без голова.

### Калгари флејмси
Трејдован је 19. јула 2019. године у Калгари флејмсе у замену за Џејмса Нила. Лучић свој мандат у Флејмсима није почео добро и на почетку сезоне није успевао да постигне погодак, за разлику од Нила који је постигао седам голова у седам утакмица за Ојлерсе. Ситуација се још више погоршала након суспензије од два меча коју је зарадио 2. новембра 2019. године због грубог напада на Кол Шервуда у утакмици против Колумбус блу џекетса. Очајан почетак сезоне доводио га је до размишљања о завршетку играчке каријере.
Коначно, у својој 28. утакмици у сезони, Лучић је постигао свој први гол за Флејмсе, искористивши асистенцију Дерека Рајана у победи од 4:3 над Буфало сејберсима. У наредне три утакмице постигао је још две поготка. До марта, када је сезона прекинута због пандемије ковида 19, Лучић је имао осам голова.
У време размене Лучића за Нила, Флејмси и Ојлерси су се договорили да ће, уколико Нил постигне најмање 21 гол у сезони 2019/20, а Лучић најмање 10 голова мање од Нила, Ојлерси бити дужни Флејмсима избор за трећу рунду на драфту 2020. године. Због непотпуног завршетка сезоне настао је проблем. Нил је завршио са 19 голова (два мање од потребног прага), али је био близу да оствари услов ако се сезона одигра до краја. Дана 31. јула 2020. године, НХЛ је пресудио да Ојлерси дугују Флејмсима избор у трећој рунди драфта 2020. или 2021. године.
Лучић је 13. априла 2021. године званично одиграо своју 1000. утакмицу у Националној хокејашкој лиги. Тиме је постао 352. играч који је достигао број од 1000 утакмица.

### Повратак у Бостон
Милан Лучић се 1. јула 2023. вратио у Бостон, потписавши једногодишњи уговор вредан милион долара. Након само 4 утакмице у сезони, Лучић је задобио повреду на глежњу и стављен је на дугорочну листу повређених од стране Бруинса. До краја сезоне није наступао за Бруинсе.

### Репрезентативна каријера
Након што је изабран за најкориснијег играча на Меморијалном турниру 2007. године Лучић је постао капитен канадске јуниорске репрезентације у Super series мечу 2007. године против Русије. Series је такмичење између Канаде и Русије које се састоји од осам мечева тимова до 20 година, која се игра од 1972. године. Забележио је 3 асистенције, а Канада је победила у такмичењу са 7 добијених мечева и једним нерешеним мечом.
Две године касније Лучић је позван у национални тим Канаде на припреме за Зимске олимпијске игре 2010. али на крају није уврштен у тим који је бранио боје Канаде на домаћем леду у Ванкуверу током олимпијског турнира.
Лучић је био део тима Канаде који је на Светском првенство 2023. године освојио злато.

## Занимљивости
Према правилима НХЛ лиге сваки од играча екипе која је освојила трофеј Стенли купа има право да на један дан „задржи“ трофеј у свом власништву. Пошто су његови Бруинси освојили тај трофеј у сезони 2010/11. Милан је своје „право на пехар“ добио током августа месеца 2011. године.
Лучић је Стенлијев пехар донео у српску православну цркву светог Архангела Михаила у Барнабију која се налази веома близу његове родне куће. Овом чину је поред његове породице и пријатеља присуствовало око 350 припадника српске дијаспоре из Ванкувера.

Коментаришући свој поступак, Лучић је изјавио да је на овај начин само желео да се захвали својој породици, али и целој српској заједници која му је увек пружала велику подршку, не само у Канади, него и у целом свету, посебно у домовини како је навео.
Било ми је веома битно да пехар однесем у моју цркву, јер знам да сам први Србин који га је освојио. Желео сам то на свој начин да прославим са нашим људима. Као мали овде смо играли фолклор, учили српски, ћирилицу, окупљали се за славу, Божић, Васкрс. Нисмо дозволили да изгубимо ту везу са Србијом.
Занимљиво је да је та иста црква свега пар месеци касније била на мети вандала и гневних навијача Канакса који су желели да се на тај начин освете Лучићу због пораза Канакса тима у финалу те сезоне. На крају дана пехар је завршио на планини Грос у северном Ванкуверу, месту где је Милан Лучић као јуниор са Ванкувер џајантсима 2007. освојио први трофеј у хокејашкој каријери.

Познат је као „Тајсон на леду” и био је актер око 50 туча на утакмицама. Његов брат Јован је то објаснио тиме што је Милан тучом покушао да се наметне тренерима: 
Када је дошао у Бостон бруинсе, то је таква екипа, да њихови навијачи воле чврсту игру и тучу. Ту је опет почео у четвртој постави и тукао се сваки меч, а пошто се доказао, до краја сезоне је дошао до прве поставе. Требало је да гине да би успео и то му се вратило.
Донирао је 30.000 долара за православну цркву светог Архангела Михаила у Барнабију, а током поплава у Србији 2014. године преко фондације „Новак Ђоковић” угроженима је уплатио 50.000 долара. На леђима му се налази тетоважа српски грб са два хокејашка штапа испод којих пише “Слобода или смрт.” Навија за Црвену звезду.
Миланов ујак је Драган Кеса, бивши канадски професионални хокејаш српског порекла који је наступао у НХЛ-у за Далас старсе, Питсбург пенгвинсе, Ванкувер канаксе и Тампа беј лајтнингсе. Играо је на позицији десног крила. Брат Јован Лучић је голман и био је на проби у фудбалском клубу Партизан, али није успео да потпише уговор. Наступао је за Српске беле орлове из Ванкувера, а у Србији је играо за неколико друголигашких и трећелигашких клубова.
Милан је од 2012. године у браку са Британи са којом има две ћерке Валентину и Николину и сина Милана. Лучић је у рано јутро 18. новембра 2023. године ухапшен у Бостону, јер га је супруга пријавила да „је покушао да је угуши.” Када је полиција дошла негирала је да је било покушаја гушења, већ да је муж чупао за косу. Он се 21. новембра изјаснио да није крив по оптужби за напад и злостављање супруге и након плаћања кауције пуштен је да се брани са слободе. Суђење је заказано за 16. фебруар 2024. године. У фебруару 2024. године, супруга је одлучила да не сведочи против њега на суду. Судија је на суду рекао „да је била гушена, имала би ознаке на врату”. Након тога све оптужбе против њега су одбаћене.

## Статистика
| 2004/05    | Coquitlam Express  | БЦХЛ       | 50    | 9   | 14  | 23  | 100   | —   | —  | —  | —  | —   |
| 2004/05    | Ванкувер џајантси  | ВХЛ        | 1     | 0   | 0   | 0   | 2     | 2   | 0  | 0  | 0  | 0   |
| 2005/06.   | Ванкувер џајантси  | ВХЛ        | 62    | 9   | 10  | 19  | 149   | 18  | 3  | 4  | 7  | 23  |
| 2006/07    | Ванкувер џајантси  | ВХЛ        | 70    | 30  | 38  | 68  | 147   | 22  | 7  | 12 | 19 | 26  |
| 2007/08    | Бостон бруинси     | НХЛ        | 77    | 8   | 19  | 27  | 89    | 7   | 2  | 0  | 2  | 4   |
| 2008/09    | Бостон бруинси     | НХЛ        | 72    | 17  | 25  | 42  | 136   | 10  | 3  | 6  | 9  | 43  |
| 2009/10    | Бостон бруинси     | НХЛ        | 50    | 9   | 11  | 20  | 44    | 13  | 5  | 4  | 9  | 19  |
| 2010/11    | Бостон бруинси     | НХЛ        | 79    | 30  | 32  | 62  | 121   | 25  | 5  | 7  | 12 | 63  |
| 2011/12    | Бостон бруинси     | НХЛ        | 81    | 26  | 35  | 61  | 135   | 7   | 0  | 3  | 3  | 8   |
| 2012/13    | Бостон бруинси     | НХЛ        | 46    | 7   | 20  | 27  | 75    | 22  | 7  | 12 | 19 | 14  |
| 2013/14    | Бостон бруинси     | НХЛ        | 80    | 24  | 35  | 59  | 91    | 12  | 4  | 3  | 7  | 4   |
| 2014/15    | Бостон бруинси     | НХЛ        | 81    | 18  | 26  | 44  | 81    | —   | —  | —  | —  | —   |
| 2015/16    | Лос Анђелес кингси | НХЛ        | 81    | 20  | 35  | 55  | 79    | 5   | 0  | 3  | 3  | 4   |
| 2016/17    | Едмонтон ојлерси   | НХЛ        | 82    | 23  | 27  | 50  | 50    | 13  | 2  | 4  | 6  | 20  |
| 2017/18    | Едмонтон ојлерси   | НХЛ        | 82    | 10  | 24  | 34  | 80    | —   | —  | —  | —  | —   |
| 2018/19    | Едмонтон ојлерси   | НХЛ        | 79    | 6   | 14  | 20  | 91    | —   | —  | —  | —  | —   |
| 2019/20    | Калгари флејмси    | НХЛ        | 68    | 8   | 12  | 20  | 54    | 10  | 1  | 5  | 6  | 17  |
| 2020/21    | Калгари флејмси    | НХЛ        | 56    | 10  | 13  | 23  | 46    | —   | —  | —  | —  | —   |
| 2021/22    | Калгари флејмси    | НХЛ        | 82    | 10  | 11  | 21  | 84    | 12  | 0  | 1  | 1  | 33  |
| 2022/23    | Калгари флејмси    | НХЛ        | 77    | 7   | 12  | 19  | 43    | —   | —  | —  | —  | —   |
| 2023/24    | Бостон бруинси     | НХЛ        | 4     | 0   | 2   | 2   | 2     | —   | —  | —  | —  | —   |
| НХЛ укупно | НХЛ укупно         | НХЛ укупно | 1.177 | 233 | 353 | 584 | 1.301 | 136 | 29 | 48 | 77 | 229 |
| ВХЛ укупно | ВХЛ укупно         | ВХЛ укупно | 133   | 39  | 48  | 87  | 298   | 42  | 10 | 16 | 26 | 49  |

ОУ = одигране утакмице, Г = голови, А = асистенције, П = поени КМ = казнени минути

### Репрезентативна статистика
| Сезона | Екипа                           | Такмичење |   | ОУ | Г | A | П  | КМ |
| ------ | ------------------------------- | --------- | - | -- | - | - | -- | -- |
| 2007   | Јуниорска репрезентација Канаде | СС        | 8 | 0  | 3 | 3 | 16 |    |
| Укупно | Укупно                          | Укупно    | 8 | 0  | 3 | 3 | 16 |    |

## Награде

### Јуниор
| Награда                              | Година |
| ------------------------------------ | ------ |
| Председнички куп (Ванкувер џајантси) | 2006   |
| Меморијални куп (Ванкувер џајантси)  | 2007   |
| Стефорд Смит меморијални трофеј      | 2007   |
| Меморијални куп Ол-стар тим          | 2007   |

### НХЛ
| Награда            | Година      |
| ------------------ | ----------- |
| НХЛ јанг старс     | 2008, 2009* |
| Стенли куп шампион | 2011        |

*Није играо због повреде

### Бостон бруинси
| Награда         | Година |
| --------------- | ------ |
| Седми играч     | 2008   |
| Награда Еди Шор | 2009   |